# Observatorul din Melbourne
Observatorul din Melbourne este un observator astronomic din Melbourne, Australia. A fost fondat în 1862 pentru a servi ca instituție de cercetare științifică pentru orașul Melbourne, capitala coloniei Victoria. Observatorul a fost însărcinat de guvernul victorian să mențină o referință de timp exactă pentru colonie prin observații ale stelelor folosind un telescop de tranzit, precum și cercetări astronomice generale.
Ideea unui observator la Melbourne a fost propusă pentru prima dată de astronomul englez William Parkinson Wilson într-o lucrare citită în fața Institutului Filozofic din Victoria în 1856; și la scurt timp după aceea s-a format un comitet pentru „realizarea obiectivului nobil obiect al lui Wilson”. [1] Locul ales a fost un deal alăturat Grădinii Botanice Regale.
La scurt timp după înființare, un telescop de 120 de cm a fost instalat la observator pentru cercetări astronomice și pentru o vreme a fost cel mai mare telescop complet orientabil din lume. Acest instrument a fost denumit „Great Melbourne Telescope”.
În 1874 observatorul a luat parte la încercările mondiale de a observa Tranzitul lui Venus pentru a determina mai bine distanța Pământului față de Soare.
Spre sfârșitul anilor 1880, observatorul a participat la proiectul internațional „Carte du Ciel” de cartografiere a cerului folosind tehnica fotografiei, aceasta fiind o noutate la acea vreme. Fiind cel mai sudic dintre siturile care au luat parte la această cartografiere, Melbourne a fost repartizată regiunii din jurul polului ceresc sudic la sud de declinația -65°.
Odată cu apariția federației în 1901, guvernului Commonwealth-ului i s-a atribuit responsabilitatea pentru astronomie, iar controlul observatorului a fost preluat treptat de guvernul statului. În același timp, poluarea luminoasă din orașul în expansiune Melbourne a făcut treptat ca observațiile astronomice de calitate să fie din ce în ce mai dificile. Apoi, în 1933, a fost finalizat Altarul Comemorării, luminat, în parcul adiacent observatorului, împiedicând observarea cerului, până când observatorul a fost definitiv închis în 1945. Majoritatea echipamentelor și instrumentelor științifice, inclusiv Marele telescop Melbourne, au fost vândute sau mutat în altă parte.
Astăzi, în timp ce majoritatea clădirilor se află încă pe amplasament, doar două dintre instrumentele originale au rămas. Ambele au fost instalate în 1874 pentru a observa tranzitul lui Venus. Unul este un telescop refractor 20 de cm realizat de Troughton și Simms din Londra, iar celălalt este un fotoheliograf complet restaurat de 10 cm realizat de Dallmeyer din Londra. Fotoheliograful este proprietate privată și este împrumutat pe perioadă nedeterminată către Societatea Astronomică din Victoria. Clădirea utilizată de telescopul astrograf 330 de mm pentru realizarea „Carte du Ciel” găzduiește acum un telescop reflector newtonian de 300 de mm deținut de Societatea Astronomică din Victoria.
Great Melbourne Telescope a fost în cele din urmă mutat la Observatorul Mount Stromlo, unde a fost grav avariat în incendiile din Canberra din 2003, iar în acest moment este în curs de desfășurare un proiect pentru restaurarea telescopului, astfel încât să poată fi folosit pentru educație și vizionare publică în locația sa originală la Observatorul din Melbourne. Aceasta este o întreprindere comună a Muzeului Victoria, a Societății Astronomice din Victoria și a Grădinii Botanice Regale. Proiectul de restaurare va include integrarea sistemelor optice, mecanice și electrice ale telescopului în conformitate cu cele mai bune practici actuale. După mai mult de cinci ani cântărind diferite propuneri, lucrările de inginerie au început la sfârșitul anului 2013 datorită unei subvenții de 70.000 de dolari venite din partea Fundației Copland.